# يايا كريم
يايا كريم هو لاعب كرة قدم تشادي في مركز الوسط، ولد في 10 أغسطس 1991 في انجمينا في تشاد. شارك مع منتخب تشاد لكرة القدم. أما مع النوادي، فقد لعب مع أهلي برج بوعريريج واتحاد الحراش ونادي النهضة ونادي جازيللي.

## وصلات خارجية
- يايا كريم على موقع ناشيونال فوتبول تيمز (الإنجليزية)